# アラウイ自治地区
アラウイ自治地区（ひらがな:アラウイじちちく フランス語:Région autonome alaouite）はフランス委任統治下のシリアに設立された、アラウィー派の人々の多くが住む自治地域であった。

## 地理

### 住民
主にアラウィー派の人々が居住していた。

### 所有地域
現在のラタキア県(シリアの地中海沿岸)とタルトゥース県やアン・サイリーヤ山脈で構成していた。

### 隣接地域
北アレクサンドレッタ県
南:大レバノン
東:アン・サイリーヤ山脈、オロンテス川
西:地中海

## 歴史

### 成立経緯
第一次世界大戦後、オスマン帝国が解体され、シリアとレバノンがフランスの委任統治領となった。フランスは、この地域をダマスカス国、アレッポ国、アラウィ自治地区、大レバノンなど、いくつかの国家や自治地区に分割して統治した。
アラウイ自治地区は、1920年9月2日に「アラウィー地域（Territory of the Alawites）」として設立された。

### 名前の変遷
1923年に「アラウィー国（Alawite State）」と宣言され、1930年には「ラタキア国（Government of Latakia）」と改称された。

### フランスの統治戦略
フランスは、少数民族の地域に排他的な領域を設け、彼らを自らの軍隊に多く採用することで、統治を安定させようとしました。アラウイ自治地区もその一環であり、フランスはアラウィー派の有力者層の社会政治的な役割を、表向きは近代的な政治制度を通じて正当化しつつ、常に彼らの政治を操作して自らに有利な結果を導こうとした。